# Daniel Sivan
Daniel Sivan, nato Siboni, (in ebraico דניאל סיון‎?; Casablanca, 21 agosto 1949) è un linguista israeliano, docente di lingua ebraica presso l'Università Ben-Gurion del Negev.

## Biografia
Daniel Sivan (nato Siboni) è nato a Casablanca, in Marocco. È immigrato in Israele nel 1955 con i genitori Mahluf e Allen e i suoi due fratelli Shmuel e Mishel. Quando la famiglia è giunta in nave da Marsiglia, è stata portata a Shikkun Canaan, un quartiere di Safed. Lì è nato il fratello minore, Gabi Siboni.
Nell'agosto del 1967, Sivan si è arruolato nelle forze di difesa israeliane ed è diventato istruttore di crittografia nel Genio radiotelegrafisti e segnalatori a Tzrifin.
Dopo aver completato il servizio militare, si è trasferito a Ramat Gan e ha studiato all'Università di Tel Aviv. Si è laureato nel 1970 con un Bachelor of Arts in studi biblici e in lingua ebraica. Proseguendo gli studi, Sivan ha conseguito un master in ebraico e lingue semitiche. La sua tesi verteva sul "Semitico nord-occidentale in testi accadiani di Ugarit", sotto la guida del Professor Anson Frank Rainey. La tesi di Sivan per il dottorato di ricerca, "Grammatica dei vocaboli semitici nord-occidentali in testi accadiani della Terra di Israele e della Siria nella media età del bronzo", è stata scritta sotto la guida del Professor Gideon Goldenberg e del Professor Anson Frank Rainey.
Dal 2009 al 2011 Sivan ha condotto un programma settimanale di jazz su Radio Darom. È stato membro del gruppo musicale "Koah Meshiha" (Forza di Gravità) come chitarrista e cantante di canzoni blues e jazz con suo fratello, Gabi Siboni. Dopo molti anni, Sivan ha lasciato il gruppo, che ha cambiato nome in Jukebox.
Sivan è sposato (in seconde nozze). Ha tre figli dalla sua prima moglie.

## Carriera accademica
Nell'ottobre 1979 è stato nominato docente presso il Dipartimento di lingua ebraica dell'Università Ben-Gurion del Negev e nel 1997 è diventato professore ordinario.
Nel 1986 e nel 1990 Sivan è stato professore invitato all’Università di Harvard e all’Università di Brandeis .
Tra il 2000 e il 2004 Sivan ha ricoperto la carica di direttore del dipartimento di lingua ebraica e ha svolto la funzione di vice-decano della Facoltà di Scienze umane e sociali durante il mandato del decano Jimmy Weinblatt. Dal 1998 al 2013 Sivan è stato presidente della casa editrice dell'Università Ben-Gurion. Durante il suo mandato sono stati pubblicati più di 150 titoli.
Dal 2006 al 2010 Sivan è stato membro del Comitato Principale per le Nomine dell’Università Ben-Gurion.
In collaborazione con la professoressa Maya Fruchtman, Sivan ha curato l'ampio dizionario “Ariel”., e, insieme al dottor Haim Dihi, è stato coautore del Dizionario aramaico-ebraico Ariel. Entrambi questi dizionari sono stati pubblicati dalla casa editrice Korim.

## Premi e riconoscimenti
Sivan è stato insignito di numerosi premi importanti durante i suoi studi, tra cui il premio Mifal HaPayis, il premio Nissim Gaon e il premio del fondo Recanati. Nel 1995 Sivan ha ricevuto insieme al professor Haim Cohen un premio della Israel Science Foundation.

## Campi di ricerca
- Ebraico antico (ebraico biblico e protobiblico)
- Lingue semitiche nordoccidentali (cananea in lettera di Al-Amarna, lingua ugaritica, fenicia e punica, iscrizioni in ebraico dell'età biblica, iscrizioni ammonitiche)
- Grammatici ebrei del Medioevo (Hayyuj, Ibn Janah, ecc.)

Nel suo lavoro di ricerca si è concentrato principalmente sul contributo delle lingue alla comprensione dell'ebraico biblico. Tra le altre cose, ha dimostrato quanto sia sbagliato affermare che l'ugaritico fosse una lingua cananea. Ha dimostrato che l'ugaritico aveva caratteristiche linguistiche proprie, e di conseguenza deve essere considerato una lingua indipendente tra le lingue semitiche nordoccidentali. È un errore riferirsi alla relativa letteratura come "letteratura cananea", come hanno fatto alcuni studiosi del calibro di Cassuto, Lionstam, e Avishur.
Sivan ha studiato l’opera del grammatico il Rabbino Yehuda Hayyuj. Sivan ha scritto articoli su alcuni dei concetti linguistici di questo lavoro e nel 2012, insieme al dottor Ali Wattad, ha pubblicato un'edizione critica commentata intitolata "The Three Grammar Essays of Rabbi Yehuda Hayyuj in their Arabic Origin and their Translation to Modern Hebrew," (I tre saggi grammaticali del Rabbino Yehuda Hayyuj nella loro origine araba e la loro traduzione in ebraico moderno), pubblicata dalla casa editrice dell’Università Ben-Gurion del Negev.

## Opere pubblicate

### Ebraico
- 1993, D. Sivan, Ugaritic Tongue Grammar, Gerusalemme[4].
- 2011, Dr. Ali Wattad, Daniel Sivan, The Three Grammar Essays of Rabbi Yehuda Hayyuj in the Arabic Origin and their Translation to Modern Hebrew, edizione critica, Beer Sheba, 2012

### Inglese
- 1983 (insieme a C. Cohen), The Ugaritic Hippiatric Texts: A Critical Edition, New Haven[5].
- 1984 Grammatical Analysis and Glossary of the Northwest Semitic Vocables in Akkadian Texts, Münster
- 1992 (insieme a Z. Cochavi-Rainey), West Semitic Vocabulary in Egyptian Script in the 14th–10th Centuries B.C.E.
- 1997 The Grammar of the Ugaritic Language, Leiden, New York, Köln

### Libri a cura di Daniel Sivan
- Tzippora Talshir, Shamir Yona, Daniel Sivan, A Gift to Shmuel: Studies of the Biblical World, Gerusalemme
- 2003, Pablo-Itzhak Halevi-Kirtschok, Daniel Sivan, Voice of Jacob: A Collection of Essays for Prof. Jacob Ben-Tulila, Beer Sheba
- 2009, Daniel Sivan, David Talshir, Haim Cohen, Revealer of Secrets: Linguistic Studies Presented to Elisha Kimron for his Sixty-Fifth Birthday, Beer Sheba[6]